# Modo narrativo
A narrativa literária costuma-se apresentar em forma de prosa, mas pode ser também em versos (epopeia, romanceiros). No século XX, a partir do estruturalismo, surge uma espécie de teoria semiótica da narrativa (ou narratologia) que propõe-se estudar a narratividade em geral (romances, contos, filmes, espetáculos, mitos, anedotas, canções, músicas, vídeos). Encabeçados por Roland Barthes, estes estudos pretendem encontrar uma "gramática" da narrativa, mais ou menos como Saussure encontrara para a fala. É a partir daí que surgem as fichas de leitura e os estudos sobre o narrador, os actantes, as estratégias narrativas de determinada escola, entre outros.
Roland Barthes, mestre no estudo da narrativa, disse:
"A narrativa está presente em todos os tempos, em todos os lugares, em todas as sociedades, começa com a própria história da humanidade. (...) é fruto do génio do narrador ou possui em comum com outras narrativas uma estrutura acessível à análise".  

## Ação
No texto narrativo a ação é o conjunto de acontecimentos que sucedem num determinado espaço e tempo.
Aristóteles, em sua Poética, já afirmava que "sem ação não poderia haver tragédia". Sem dificuldade se estende o termo tragédia à narração, e assim a presença de ação é o primeiro elemento essencial ao texto narrativo.

### Estrutura da narração
É a palavra que expressa compreensão a ação da narrativa é constituída por três ações: Intriga, Ação principal e Ação secundária.
- Intriga: Ação considerada como um conjunto de acontecimentos que se sucedem, segundo um princípio de causalidade, com vista a um desenlace. A intriga é uma ação fechada;
- Ação principal: Integra o conjunto de sequências narrativas que detêm maior importância ou relevo;
- Ação secundária: A sua importância define-se em relação à principal, de que depende, por vezes; relata acontecimentos de menor relevância ou menos importantes.

A narração consiste em arranjar uma sequência de fatos na qual os personagens se movimentam num determinado espaço à medida que o tempo passa.
O texto narrativo é baseado na ação que envolve personagens, tempo, espaço e conflito. Seus elementos são: narrador, enredo, personagens, espaço e tempo.

#### Sequência
A ação é constituída por um número variável de sequências (segmentos narrativos com princípio, meio e fim), que podem aparecer articuladas dos seguintes modos:
- encadeamento ou organização por ordem cronológica;
- encaixe, em que uma ação é introduzida numa outra que estava a ser narrada e que depois se retoma;
- alternância, em que várias histórias ou sequências vão sendo narradas alternadamente pela forma que foi escrito. Esse eu lirico deve ser mais abrangente de forma que o leitor se familiarize com a leitura.

A ação pode dividir-se em:
- introdução ― é o momento do texto em que o narrador apresenta as personagens, o cenário, o tempo, etc. Nesse momento ele situa o leitor nos acontecimentos (fatos).
- desenvolvimento ― é nesse momento que se inicia o conflito (a oposição entre duas forças ou dois personagens). A paz inicial é quebrada através do conflito para que a ação, através dos fatos, se desenvolva.
- clímax ― momento de maior intensidade dramática da narrativa. É nesse momento que o conflito fica insustentável, algo tem de ser feito para que a situação se resolva.
- desfecho ― é como os fatos (situação) se resolvem no final da narrativa. Pode ou não apresentar a resolução do conflito.

#### Tempo
- Tempo cronológico ou tempo da história - é o tempo em que a ação acontece.
- Tempo histórico - refere-se à época ou momento histórico em que a ação se desenrola.
- Tempo psicológico - é um tempo subjetivo, vivido ou sentido pela personagem, que flui em consonância com o seu estado de espírito.
- Tempo do discurso - resulta do tratamento ou elaboração do tempo da história pelo narrador. Este pode escolher narrar os acontecimentos:
  - por ordem linear e neste caso poderá falar-se numa isocronia;
  - com alteração da ordem temporal (anisocronia), recorrendo à analepse (recuo a acontecimentos passados) ou à prolepse (antecipação de acontecimentos futuros); Ex: acontecimento 3-1-5-2 etc...
  - a um ritmo temporal (medido pela relação entre a duração da história, medida em minutos, horas, dias, etc... e a duração do discurso medida em linha e páginas) igual ou semelhante, estamos de novo perante uma isocronia;
  - a um ritmo temporal diferente (anisocronia), neste caso o narrador pode servir- se elipses (omissão de acontecimentos), pausas (o tempo da história para para dar lugar a descrições, por exemplo) e de resumos ou sumários (resumo de acontecimentos pouco relevantes ou preparação para eventos importantes).

### Personagens
- Protagonista, personagem principal ou herói: desempenha um papel central, a sua atuação é fundamental para o desenvolvimento da ação.
- Antagonista: Que atua em sentido oposto; opositor; adversário. Personagem que é contra alguém ou algo.
- Coadjuvante: assume um papel de menor relevo que o protagonista, sendo ainda importante para o desenrolar da ação.
- Figurante: tem um papel irrelevante no desenrolar da ação, cabendo-lhe, no entanto, o papel de ilustrar um ambiente ou um espaço social de que é representante.

#### Composição
- Personagem modelada, redonda ou esférica: dinâmica, dotada de densidade psicológica, capaz de alterar o seu comportamento e, por conseguinte, de evoluir ao longo da narrativa.
- Personagem plana ou desenhada: estática, sem evolução, sem grande vida interior; por outras palavras: a personagem plana comporta-se da mesma forma previsível ao longo de toda a narrativa.
- Personagem-tipo: representa um grupo profissional ou social.
- Personagem coletiva: Representa um grupo de indivíduos que age como se os animasse uma só vontade.

#### Caracterização
- Diretaː
  - Autocaracterização: a própria personagem refere as suas características.
  - Heterocaracterização: a caracterização da personagem é-nos facultada pelo narrador ou por outra personagem.
- Indireta: O narrador põe a personagem em ação, cabendo ao leitor, através do seu comportamento e/ou da sua fala, traçar o seu retrato.

### Espaço ou ambiente
- Espaço ou Ambiente físico: é o espaço real, que serve de cenário à ação, onde as personagens se movem.
- Espaço ou Ambiente social: é constituído pelo ambiente social, representando, por excelência, pelas personagens figurantes.
- Espaço ou Ambiente psicológico: espaço interior da personagem, abarcando as suas vivências, os seus pensamentos e sentimentos.

O espaço ou ambiente pode ser desde uma praia a um lago congelado. De acordo com espaço ou ambiente é que os fatos da narração se desenrolam.

## Narrativa segundo Walter Benjamin
O filósofo alemão Walter Benjamin em seu ensaio "O Narrador" procurou fazer uma análise ensaística histórico-sociológica da narrativa e seu papel social. Segundo essa análise, a própria existência da narrativa já implica um significado mais profundo. Para se familiarizar com esse fenômeno ele estudou a obra do escritor Nikolai Leskov, por considerar que sua obra se aproximou dos contos da tradição oral, uma qualidade, segundo Benjamin. A partir desse ponto, ele procura entender qual a importância de se contar histórias.
O objetivo é desvendar que pistas a tradição de contar histórias traz para a descoberta das relações humanas ao longo da história. O filósofo buscou encontrar um ponto comum entre os diferentes tipos de narrativa existentes e esmiuçar a narrativa moderna. Para ele, o homem moderno perdeu a capacidade de narrar histórias, o que é grave para a sociedade. Isso acontece porque Benjamin considera como as narrativas de maior valor aquelas histórias que se aproximam da tradição oral, passadas de geração em geração. As histórias orais, por serem obras inacabadas e coletivas, têm o poder de acumular em si o “imaginário social” de quem as conta. A era da informação é a ameaça que coloca essa tradição em cheque. Com a dinâmica rápida e efêmera da informação nos tempos modernos, as narrativas mais curtas e de fácil consumo são as que sobrevivem.
Para Benjamin, a humanidade criou a arte de contar histórias para conseguir trocar experiências; essa faculdade foi uma das responsáveis pelo triunfo da espécie humana. As histórias “arcaicas” (ou seja, histórias do período que antecedeu a primeira guerra mundial) possuíam, essencialmente, dois tipos de narrador: O Agricultor que reafirma as tradições e o Mercador dos Mares que traz as novidades. Para ele, essa articulação pode nos levar a entender muito sobre as conexões sociais, já que explicitam que o aprendizado dos homens e sua maneira de lidar com mundo se deu a partir de uma mistura dessas duas visões; a visão tradicional, que repete ensinamentos e a visão que chega com os novos ensinamentos a serem incorporados.
Benjamin diz que essa visão mais arcaica está intimamente ligada à tradição oral e ao tipo de narrativa que ele classificou como narração. Segundo sua obra existem dois tipos de histórias a serem contadas que foram criadas pelo ser humano: Os romances e as narrações. Os romances, segundo Benjamin, são histórias que remetem a lutas heroicas, protagonistas. E as narrações são histórias que se aproximam bem mais da memória coletiva dos povos, e se foca menos num fio condutor da história. Quanto mais a história é “natural”, ou seja, se afasta da psicologia das personagens e foca na memória sensorial e coletiva, maior o seu valor. A importância da narração é passagem de uma “moral da história”. Essa moral da história é para Benjamin a grande importância da narrativa, pois ela tem a capacidade de contar muito sobre a história, os costumes e a tradição de uma determinada sociedade.
Benjamin então ressalta a importância do papel do narrador nessa dinâmica social; o narrador tem o poder de dar conselhos e analisar a vida coletiva, já que sua função é justamente trabalhar com histórias que são histórias comuns. Para ele a narrativa como uma experiência coletiva é o fenômeno a ser estudado e também o fenômeno se vem se extinguindo com a Era da Informação. Pois a nossa capacidade de compartilhar experiências (e conhecimento), deriva precisamente da tradição oral e da ótica coletiva das narrativas.
Esse é o cerne da análise do filósofo. Para ele, a passagem da narração – uma história coletiva, que se aproxima da tradição oral e da memória social - para o romance – uma história individual, com fio condutor e protagonista – indica uma mudança que ocorreu na sociedade e na maneira como o ser humano se relaciona com o mundo e os seus semelhantes. Para Benjamin, não só o narrador, mas também o receptor da história merece atenção especial. A diferença entre o leitor e o ouvinte é um dos sinais da perda que a preferência pelo romance pode acarretar. O ouvinte está ao lado do narrador, compartilhando da experiência, inserido na tradição oral, é parte do modo de se contar histórias. Já o leitor distancia-se da importância da tradição oral, vê a história como algo exterior a ser consumido. A partir do advento da informação os indivíduos perdem a capacidade de enxergar o mundo a partir de uma tradição coletiva, perdem a capacidade de receber conselhos e dar seguimento aos costumes do seu próprio povo. Quando o homem passa a não se interessar mais pela problematização do ambiente, ou seja, questões que dizem respeito a todos, ele perde a capacidade de se enxergar como parte de um todo.
Esse novo indivíduo rejeita as experiências coletivas e procura construir sua visão de mundo a partir da sua própria ótica. Esse indivíduo é totalmente inserido numa sociedade na qual o individualismo é a chave para o êxito. As experiências narrativas são efêmeras e solitárias, baseadas não na memória de um povo ou de um lugar, mas em histórias que possuem um protagonista destacado do seu tempo e espaço. A valorização do protagonista em detrimento de seu ambiente é para Benjamin um sintoma do descolamento do indivíduo de suas circunstâncias.